# Bob Hawke
Pour les articles homonymes, voir Hawke.

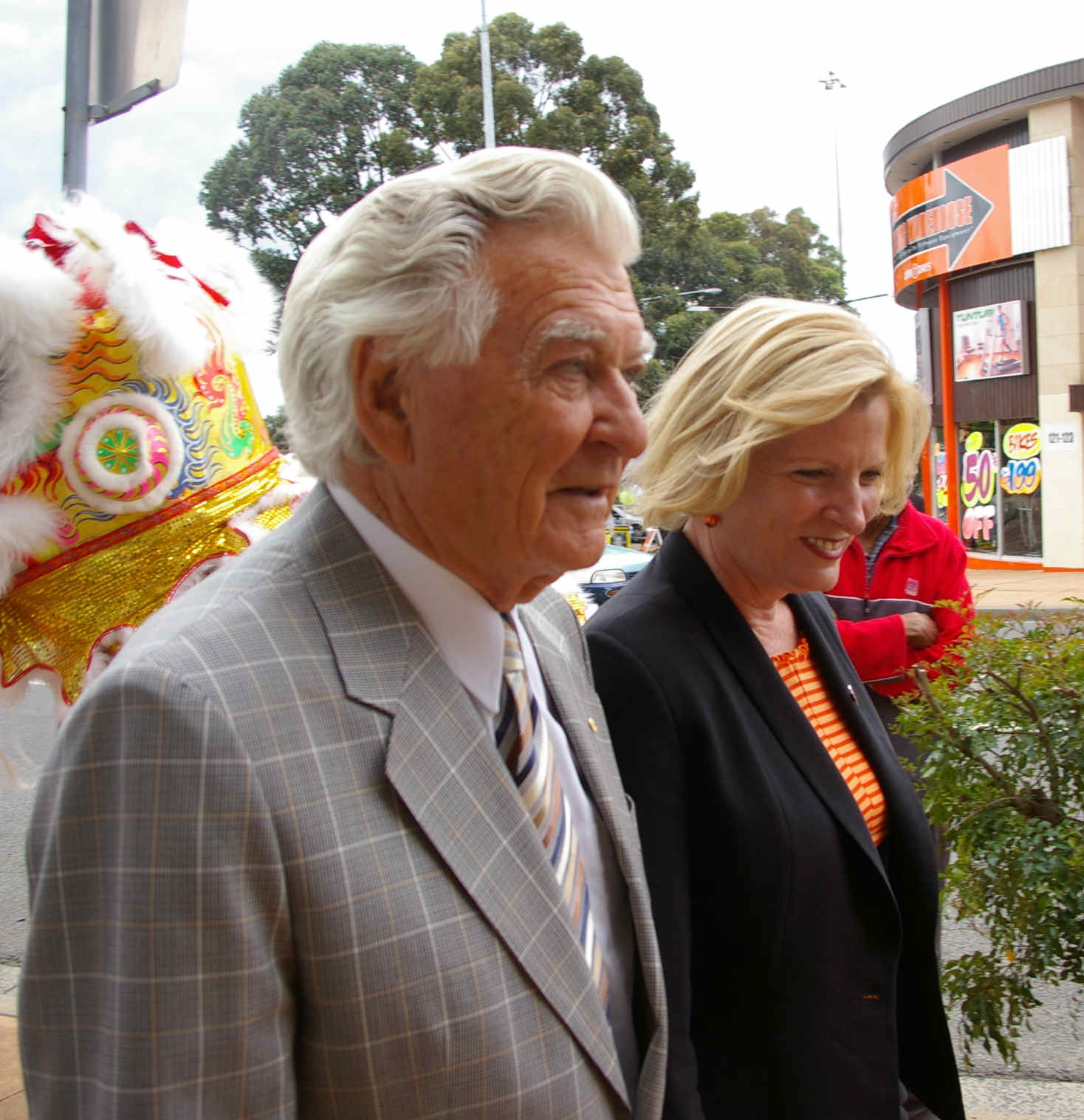
Bob Hawke en 2007 avec Julie Owens, parlementaire.

Robert Hawke, dit Bob Hawke, né le 9 décembre 1929 à Bordertown (Australie-Méridionale) et mort le 16 mai 2019 à Sydney (Nouvelle-Galles du Sud), est un homme d'État australien, Premier ministre d'Australie de 1983 à 1991. 
Il est le travailliste australien ayant le plus longtemps occupé le pouvoir, ayant pu remporter les élections fédérales quatre fois consécutives.

## Biographie

### Jeunesse et éducation
Robert James Lee Hawke est né à Bordertown, une petite ville d'Australie-Méridionale près de la frontière avec l'État de Victoria. Son père est pasteur ; son oncle, Albert Hawke, est Premier ministre travailliste d'Australie méridionale de 1953 à 1959 et est un ami proche du Premier ministre travailliste John Curtin, qui joue un rôle de modèle dans beaucoup de domaines pour Bob Hawke. Sa mère, Ellie, a une confiance absolue dans la destinée de son fils et ceci contribue pour beaucoup dans la confiance en lui-même qui est la sienne pendant toute sa carrière. Ses deux parents sont d'origine anglaise.
Hawke passe sa jeunesse à Perth où il fait ses études et notamment en économie à l'Université d'Australie occidentale. Il s'inscrit au Parti travailliste en 1947 et en 1953 obtient une bourse à l'université d'Oxford en Angleterre où il fait une thèse sur la fixation des salaires en Australie.

### Responsable syndical

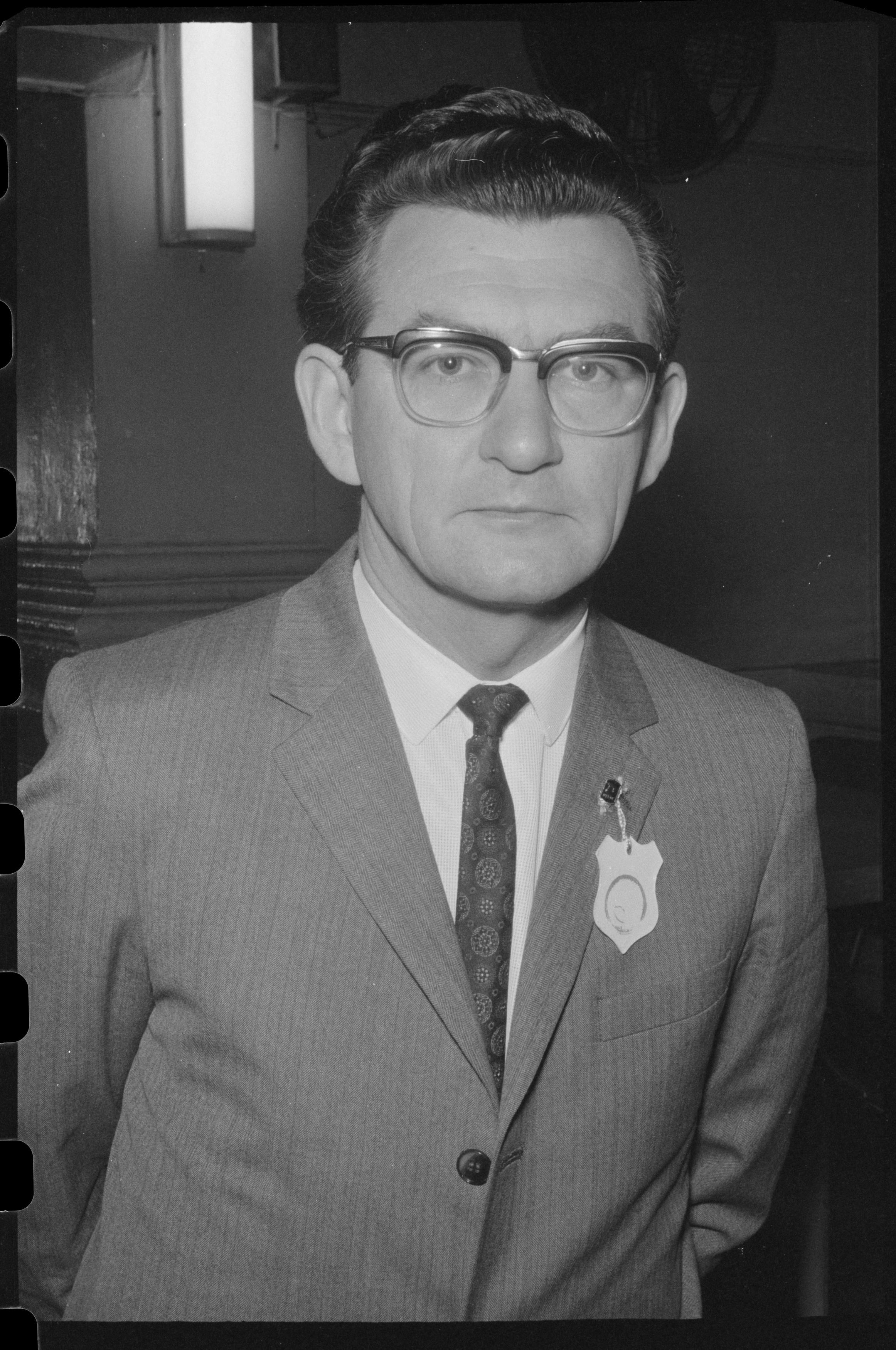
Congrès du Conseil australien des syndicats (ACTU), Sydney, 1968

Bob Hawke travailla d'abord à l'Australian Council of Trade Unions -ACTU- pour assurer la défense des salariés devant la Conciliation and Arbitration Commission australienne. Il obtient de tels résultats qu'en 1969 on lui propose de se présenter à la présidence du syndicat alors qu'il n'y a jamais occupé de fonction syndicale élective.
Il est donc élu à cette présidence en 1969 sur un programme résolument moderniste par 399 voix contre 350, avec l'aide de l'aile gauche du syndicat et de certains membres du parti communiste australien.
Bob Hawke déclare publiquement que « le socialisme n'était pas un mot qui permettait de le décrire » et en fait sa direction fut très pragmatique. Il applique des modifications dans l'organisation de son syndicat sans aucun à priori idéologique. Il s'oppose à la guerre du Viêt Nam mais est un ardent partisan de l'alliance États-Unis-Australie. Il s'engage en faveur des Refuznik, Juifs soviétiques qui ne pouvaient quitter l'URSS, ce qui amène à son projet d'assassinat par le Front populaire de libération de la Palestine et son agent australien
Munif Mohammed Abou Rish.
Dans les affaires syndicales, Bob Hawke continue à montrer ses considérables capacités de négociation et dans l'ensemble il est aimé et respecté tant par les employeurs que les employés qu'il défend. Au début de 1972, on commence à envisager son entrée au Parlement et sa prise de direction du Parti travailliste australien. Mais alors que sa carrière professionnelle va de succès en succès, sa vie familiale est très perturbée par sa forte consommation d'alcool et ses habitudes efféminées.
En 1973, Bob Hawke devient chef (leader) du Parti travailliste. Quand le gouvernement de Gough Whitlam est renversé lors de la crise constitutionnelle australienne de 1975 et que le parti est battu aux élections qui s'ensuivent, Whitlam propose la direction du Parti travailliste à Hawke, quoiqu'il n'ait pas eu ce pouvoir de transfert en sa possession. Hawke refuse à ce moment-là d'entrer au Parlement, une décision qu'il regrette par la suite. Il a cependant une influence nationale très importante en pouvant déclencher une grève nationale d'avertissement. Le stress de cette période l'affaiblit beaucoup et en 1979, il est victime d'un fort coup de fatigue.
Cette maladie conduit Bob Hawke à faire un ultime et soutenu effort pour vaincre son alcoolisme. John Curtin est son modèle dans cette affaire comme dans beaucoup d'autres. Il est aussi aidé dans cette tentative par sa relation avec l'écrivain Blanche d'Alpuget qui, en 1982, publie une biographie élogieuse d'Hawke. Sa popularité n'en est pas affectée auprès des électeurs et les sondages font de lui un bien meilleur chef de parti que Bill Hayden, le leader travailliste depuis 1977 ou le Premier ministre libéral Malcolm Fraser. 
Bob Hawke se présente et est élu député pour le siège de Wills à Melbourne en 1980 et devient immédiatement un membre influent du parti. La défaite de Hayden face à Fraser à ces élections donne à Hawke une possibilité de prendre la tête du parti. Il s'appuie sur la puissante machine que représente l'aile droite du Parti travailliste de Nouvelle-Galles du Sud pour déstabiliser Hayden, qu'il décrit comme a lying cunt with a limited future (« un connard menteur sans avenir »). En juillet 1982, Bob Hawke mène sa première tentative pour prendre la tête du parti mais il est battu de quatre voix.
Il est dans les années 1970 un informateur des États-Unis, qu'il renseigne concernant le gouvernement australien, le Parti travailliste australien et le mouvement syndical. Il tient un rôle important dans l'évolution idéologique du Parti travailliste, le poussant à abandonner le keynésianisme au profit du néolibéralisme.

### Premier ministre

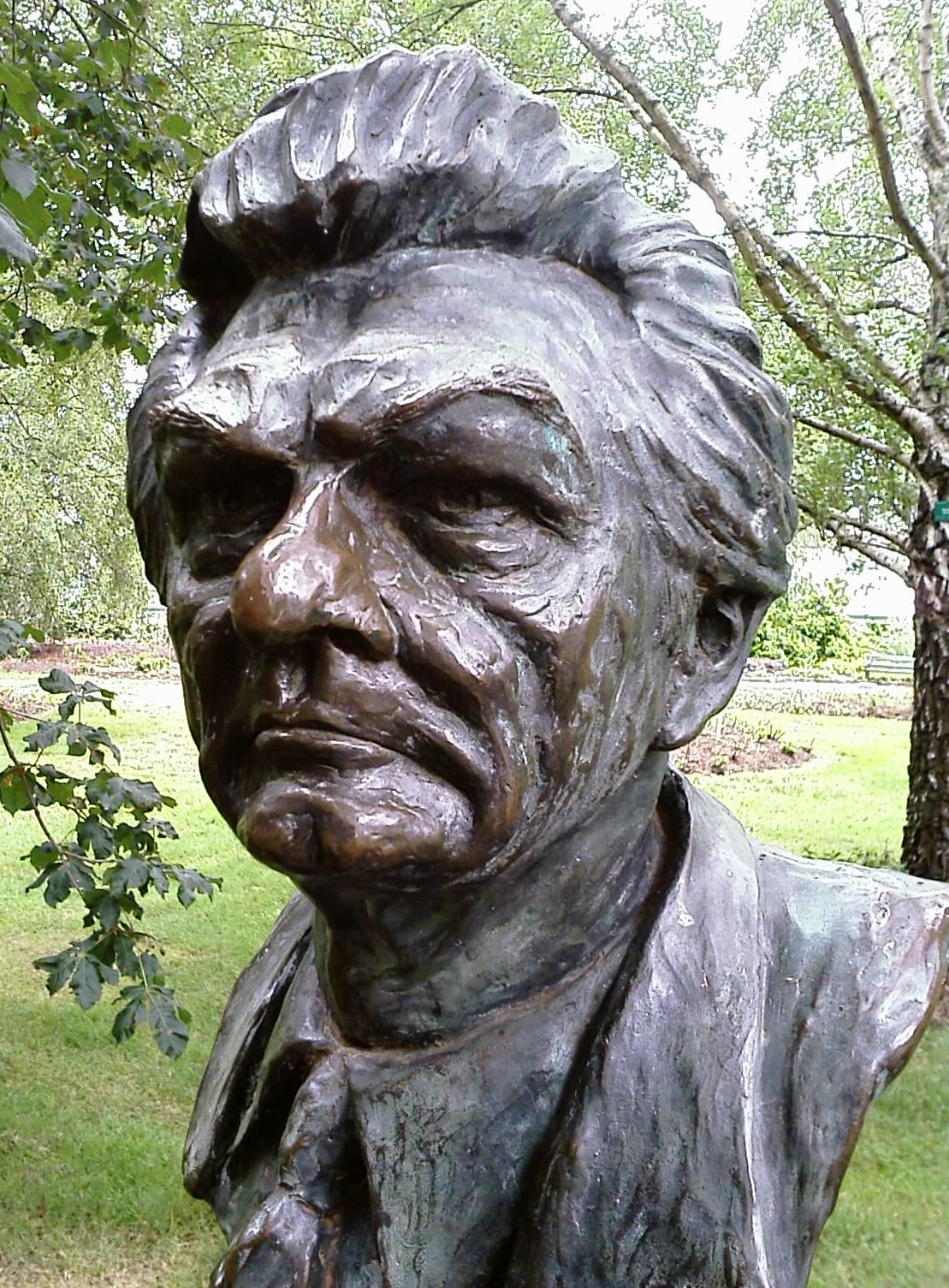
Buste de Bob Hawke à Ballarat.

Les premiers jours du gouvernement Hawke furent nettement différents de ceux de l'époque Whitlam. Plutôt que d'entamer tout de suite un vaste programme de réformes, Hawke annonce que la dissimulation du déficit budgétaire par son prédécesseur entraînerait l'impossibilité pour le Parti travailliste de tenir ses promesses électorales. Hawke réussit à convaincre les membres influents du parti de réduire d'un tiers le nombre de ministres avec seulement les principaux d'entre eux qui assistent aux Conseils des ministres. Ceci pour éviter un conseil des ministres de 27 membres comme vu sous Whitlam, conseil qu'Hawke considérait comme ingérable. La répartition des factions politiques au niveau des cadres dirigeants est plus réglementée ce qui diminue de manière significative les manœuvres politiques de leurs membres.
Bob Hawke sait utiliser sa grande autorité pour mener à bien un grand nombre de réformes politiques. Les comptes-rendus de ministres montrent que, si Hawke n'est pas habituellement la principale source des réformes entreprises (qui viennent pour la plupart du ministre des Finances Paul Keating et du ministre de l'Industrie John Button), il prend bien garde d'obtenir un large consensus de son gouvernement, de mener son programme en fonction de la faisabilité électorale et de bien expliquer ce qu'il fait aux électeurs, choses qu'il sait faire avec beaucoup de succès.
Keating et Hawke forment un couple que tout oppose. Bob Hawke est diplômé d'Oxford, Keating a quitté l'école très tôt. Il aime les cigares, les courses de chevaux et toutes les formes de sports ; Keating préfère l'architecture classique, les symphonies de Mahler et collectionne les vieilles horloges à coucou suisses. Hawke recherche le consensus ; Keating se révèle un débatteur combatif. Hawke est un ancien protestant agnostique, Keating un catholique pratiquant. En dépit de toutes ces différences les deux hommes forment un bon tandem politique.
Entre autres choses, le gouvernement Hawke laisse flotter le dollar australien, dérégule le système financier, démantèle le système de droits de douane, privatise le secteur des industries d'état, coupe les subventions aux secteurs déficitaires et privatise la Banque fédérale d'Australie. Le système des impôts est réformé avec l'introduction de la T.V.A. et d'un impôt sur le capital, réforme qui est vivement critiquée par le parti libéral mais qui n'est pas cependant remise en cause quand il revient au pouvoir.
Bob Hawke profite grandement du désarroi de l'opposition après la démission de Fraser. Les libéraux sont partagés entre les supporteurs d'un austère et conservateur John Howard et ceux d'un raffiné Andrew Peacock. Le Premier ministre ultra-conservateur du Queensland, Joh Bjelke-Petersen, aide aussi Hawke en 1987 avec sa célèbre campagne « Joh for Canberra », campagne qui fait de grands dégâts chez les conservateurs. En sachant exploiter ces divisions, Hawke peut mener le Parti travailliste à de faciles victoires électorales en 1984 et 1987.
Bob Hawke se trouve confronté pendant son gouvernement à de considérables frictions avec les représentants de l'aile gauche du parti qui n'approuvent pas du tout ses affinités avec le monde des affaires. Tous les Premiers ministres travaillistes se sont attiré à un moment ou un autre l'hostilité de l'aile gauche du parti, mais aucun autant qu'Hawke qui propose de mettre à la réforme ces « vieilles vaches » du Parti travailliste. L'aile gauche de son parti, menée par Barry Jones, émet de sévères critiques sur les décisions gouvernementales. Il est aussi fortement critiqué pour s'être rangé du côté des compagnies aériennes lors de la grève des pilotes de 1989.
En politique étrangère, Bob Hawke se montre amical avec le régime de Soeharto en Indonésie, avec lequel il signe de considérables contrats d'exploitations par des compagnies australiennes des ressources naturelles du Timor oriental. Bien que responsable de plus d'un million de morts, dont au moins 200 000 au Timor oriental (soit près du tiers de sa population) durant son invasion par l'armée indonésienne, Hawke déclare reconnaitre en Soeharto un dirigeant « aimé de son peuple ».
En juin 1989, Bob Hawke est profondément choqué par les informations venant de Chine et les images du massacre de Tian'anmen. Le 16 juin 1989, douze jours après le tir de l'armée chinoise contre des manifestants civils, Bob Hawke, sans concertation avec son entourage, annonce avec émotion  une prolongation de 12 mois de tous les visas pour les ressortissants chinois, assortis de droits au travail et d'une assistance financière. 42 000 personnes acceptent l'offre de se construire une nouvelle vie.
D'un point de vue social, le gouvernement agit progressivement. Le système de couverture sociale universelle, Medibank, mis en place par le gouvernement Whitlam et qui avait été abandonné par le gouvernement libéral de Fraser, est remis en place sous un nouveau nom : Medicare. Un des principaux succès mis à l'actif de ce gouvernement dans le domaine de la santé publique est sa lutte contre le SIDA. Dans les dernières années du gouvernement Hawke, les relations avec les aborigènes retiennent toute l'attention du gouvernement avec la volonté de signer un traité entre les deux partis mais cette idée est court-circuitée par les évènements et notamment par le jugement de la Haute-Cour dans l'affaire Mabo v. Queensland.
Le gouvernement Hawke prend aussi des décisions dans le domaine de l'environnement. Dans les premiers mois de son gouvernement, il fait arrêter la construction d'un barrage sur la rivière Franklin en Tasmanie, répondant favorablement à un raz-de-marée de protestation contre cette construction. En 1990, une élection très serrée permet de nommer un homme politique coriace, Graham Richardson, au ministère de l'Environnement. Il a pour rôle d'attirer les faveurs des votes des secondes préférences des électeurs australiens démocrates ou verts (le système électoral australien tient compte pour élire ses candidats de l'ordre dans lequel ils ont été classés par les électeurs). Richardson explique qu'il est l'une des principales raisons de la réélection de Hawke en 1990.

### Déclin et chute
La récession économique de 1990 et les taux d'intérêt élevés mettent le gouvernement dans une situation électorale difficile. Keating, qui est le principal artisan de la politique économique du gouvernement, veut profiter de la popularité déclinante de Bob Hawke pour lui disputer la tête du parti. En 1988, Bob Hawke répond à la pression de Keating pour prendre sa place en passant avec lui un accord secret (appelé « l'accord de Kirribilli ») dans lequel il s'engage à démissionner en faveur de Keating peu après les élections de 1990. Mais après un discours de Keating devant la presse parlementaire qu'Hawke trouve déloyal envers lui-même, il fait savoir à Keating qu'il ne respecterait pas sa promesse.
En juin 1991, Keating réagit en démissionnant du gouvernement et en disputant à Bob Hawke la tête du parti. Ce dernier bat Keating mais devient un chef de parti profondément diminué. Bob Hawke doit nommer un nouveau ministre des Finances et doit choisir entre Ralph Willis et John Kerin pour le poste. Il se décide pour Kerin, qui ne se montre pas à la hauteur.
La chute de Bob Hawke est provoquée par l'arrivée l'élection de John Hewson (en) comme chef du Parti libéral. Il propose, en novembre 1991, de mettre en sommeil les réformes économiques travaillistes notamment la création de la TVA, de couper dans les dépenses de l'État et de diminuer l'impôt sur le revenu. À cette époque, l'Australie est en seconde position des pays de l'OCDE pour les taux les plus bas d'imposition. Ni Bob Hawke, ni son ministre des Finances, John Kerin, ne peuvent donner une réponse adaptée à ce défi et un certain nombre de membres du parti se détournent de Hawke pour soutenir Keating. Dans un second duel, le 20 décembre 1991, Keating bat Hawke par 56 voix à 51. Bob Hawke démissionne du Parlement peu après, apparemment sans regret mais son amertume envers Keating ressort bien dans ses mémoires.
Bob Hawke occupe une place curieuse dans l'histoire du mouvement travailliste australien. Il est l'ancien leader travailliste le plus populaire d'Australie où pour les électeurs du parti son gouvernement laisse le souvenir d'une époque dorée à jamais disparue alors que l'aile gauche du parti lui reproche d'avoir abandonné les règles fondamentales du Parti travailliste pour mener une politique assez populiste qui fut à la base du succès conservateur de Howard.
Après la défaite de Paul Keating et l'élection de John Howard lors des élections de 1996, il recommence à faire campagne avec le Parti travailliste et à participer régulièrement aux lancements électoraux. En dépit de son affection personnelle pour la reine Élisabeth II (dont il se vantait d'avoir été le « Premier ministre préféré »), Bob Hawke est un républicain convaincu et prend position en faveur du « oui » lors du référendum sur la république de 1999.
Il meurt le 16 mai 2019, deux jours avant la tenue d'élections fédérales.

## Publication
- (en) Bob Hawke, The Hawke Memoirs, Heinemann, 1994  (ISBN 0-85561-502-8).